# Balonmano Montequinto
El Balonmano Montequinto, también conocido como Club Deportivo Escolapios Montequinto, es un club de balonmano del distrito nazareno de Montequinto, en Dos Hermanas (Sevilla).
En la actualidad el equipo sénior femenino juega en la División de Honor Plata bajo el nombre, por motivos de patrocinio, como Helvetia Balonmano Montequinto Ciudad de Dos Hermanas y el equipo masculino en Primera División nacional, bajo el nombre de Helvetia Bm. Montequinto  Ciudad de Dos Hermanas.
El equipo quinteño completa su cantera con dos equipos juveniles, dirigidos, cuatro equipos cadetes, cinco equipos infantiles y cuatro equipos alevines. 

## Historia
Con origen en el Colegio Calasancio Hispalense, el club fue fundado en 1994 y tiene de misión la promoción de la práctica del balonmano desde la infancia y la juventud. En los inicios un profesor del colegio, José Antonio Biedma Benítez y el director del centro en aquella época pusieron las bases de lo que hoy es el Balonmano Montequinto.
De sus filas han salido grandes jugadores como Antonio Serradilla o Roberto Fernández, jugadores internacionales por la selección española, Alba González, jugadora de División de Honor o Blanca Benítez, fija en el combinado español.
Su cantera siempre ha sido muy prolífica, como demuestra la temporada 2021–22, donde consiguieron dos medallas de oro y dos de bronce en los campeonatos de Andalucía.Además, el sénior femenino se quedó a las puertas de la División de Honor Plata y el masculino se mantuvo en primera estatal. En la temporada 2023-24 el senior femenino consiguió la segunda posición en la liga regular, clasificándose para la fase final y su equipo juvenil, con Marta Regordán, Carmen Fidalgo y Belén Rodríguez a la cabeza se convirtieron en campeonas de España.

### Jugadoras
- Balonmanistas del Balonmano Montequinto